# Louisa Hubbard
Louisa Maria Hubbard, född 8 mars 1836 i Sankt Petersburg, Ryssland, död 5 november 1906 i Tyrolen, Österrike, var en brittisk feminist. 
Hubbard deltog 1864–74 i organiseringen av diakonissverksamheten i London och ägnade sig från 1870 åt ett energiskt arbete med anvisande av verksamhetsområden för självförsörjande kvinnor. Hon deltog 1873 i inrättandet av ett seminarium, Otter College i Chichester, för utbildning av folkskollärarinnor, utgav 1875 Handbook for Women's Work, som 1880–98 redigerades av henne som en årsbok, "The Englishwoman's Year Book". Därjämte utgav hon 1875–93 tidskriften "The Woman's Gazette", ivrade för en rationell utbildning av barnsköterskor och barnmorskor samt främjade uppkomsten av sammanslutningen National Union of Women Workers.